# هيرمان جاكوب ويبر
هيرمان جاكوب ويبر (بالإنجليزية: Herman Jacob Weber)‏ هو محامي وقاضي أمريكي، ولد في 20 مايو 1927 في ليما في الولايات المتحدة.